# 張浩 (帆船運動員)
張浩（1990年11月14日—），出生於南投縣，後來遷居具有「風島」之稱的離島澎湖，為台灣鐵人三項及腳踏車運動員，閒瑕之餘從事風浪板運動，擅長種類為鐵人三項及腳踏車。已於2013畢業於國立澎湖科技大學，屢次由澳洲籍教練Alex Mowday帶領出國。是第一位在台灣出生和培訓的本土三項鐵人及腳踏車選手兼風浪板選手。於2008年靠著澳洲籍教練Alex Mowday的巧妙安排下，在沒獲得奧運資格下，破格列入外卡！接下來共參加2012,2016奧運，成績皆在36名左右努力！

## 基本資料
- 學歷
  - 澎湖縣立馬公國中
  - 國立馬公高級中學
  - 國立澎湖科技大學

## 比賽紀錄
- 2006年墨爾本公開賽19歲組以下冠軍
- 2006年亞洲盃風浪板錦標賽菲律賓站青少年組16歲以下
- 2006年亞洲盃風浪板錦標賽韓國站20歲以下
- 2006年亞洲盃風浪板錦標賽澎湖站公開組
- 2006年美國盃夏威夷公開賽18歲以下亞軍
- 2006年台灣盃全國帆船錦標賽
- 2007年總統盃台南全國帆船錦標賽RS:X組冠軍
- 2007年中華民國全國運動會風浪板RS:X組冠軍
- 2007年台灣盃風浪板錦標賽風浪板測速賽
- 2007年香港公開賽RS:X青年組季軍。
- 2008年丹麥ISAF青少年世界錦標賽第九名
- 2008年北京奧運RS:X男子組
- 2008年亞洲盃風浪板錦標賽澎湖站公開組冠軍
- 2008年香港公開賽公開青少年組第5名
- 2008年亞洲國際芭堤雅錦標賽RS:X組第3名
- 2008年澳洲墨爾本公開賽RS:X青少年組第2名
- 2009年中華民國全國運動會帆船單項RS:X冠軍
- 2009年第五屆東亞運動會滑浪風帆
- 2012年RSX型世界風浪板錦標賽第九名

## 國手經歷
- 2008年北京奧運
- 2009年香港東亞運
- 2010年廣州亞運
- 2012年倫敦奧運
- 2016年里約熱內盧奧運

## 國際帆號
- TPE8

## 世界排名
最佳世界62名(國際帆船協會 （页面存档备份，存于）)

## 外部連結
- 張浩在World Sailing（英语）
- 張浩在World Sailing (archived)（英语）
- 張浩在Olympics.com（英语）
- 張浩在Olympedia（英语）